# Festuca

Власуље или вијуци (Festuca) су род зељастих биљака из фамилије трава (Poaceae). Неке врсте су једногодишње, док је велика већина вишегодишња.
Распрострањене се у целом умереном поднебљу, на свим континентима осим Антарктикa, пре свега у сувим, степским областима. Многе врсте су космополити. 
Због сложене таксономије не постоји крајњи списак врста овог рода, али се процењује на преко 400, до 500 у свету.

## Опис
Назив рода "festuca" пореклом је из латинске речи за прутић којим је претор додиром по рамену ослобађао роба, а за опис биљке (у значењу "стабло" или "стабљика") први ју је употребио Плиније Старији. У грка иста реч се користила за сламку када увене.
Биљке израстају из ризома у бусенове листова, заједно са цветним и стерилним стабљикама. 
Ове су усправне или устајуће, са 1-4 чланка. Рукавац им је често изрезан, лигула јако кратка (скоро недостаје) или је јасно развијена. Листови вијука су најчешће равни, кончасти или спљоштени, са 5 или више нерава; сви су истог облика или су приземни спљоштени а они на стабљици равни. Склеренхим листа је у облику снопића или у облику слоја испод епидермиса.
Цваст ових трава је метличаста, усправна или мало висећа, може бити густа или разређена, ретко и гроздаста. Класићи су на дршкама, са 2 до много цветова. Плева има 2, доња је најчешће са једним, а горња са 1-3 нерва. Доња плевица ланцетаста, зељаста, обично без кобилице, често завршава са шиљком или осјем. Горња плевица дугуљаста, кожаста, на врху са два зупца, по ивицама храпава или трепљаста. Лодикуле најчешће кожасте, неједнако дворежњевите, понекад целе. Плодник (оваријум) го или при врху длакав, лоптаст или дугуљасто овалан, са стубићем који је кратак или сасвим недостаје. Плод уздужно пругаста крупа – семе (зрно) срасло са плевицом.
Врсте је често међусобно веома тешко разликовати без визуелног (често микроскопског) прегледа морфолошких одлика, на пример структуре оваријума или пресека склеренхима листа.

## Употреба
На ливадама и пашњацима траве из овог рода су крма средњег квалитета. Неке врсте су толико танких листова да их са успехом могу пасти само овце.

## Врсте
Важније врсте у региону (средња и јужна Европа, Балкански простор) су:
- Festuca adamovicii – адамовићев вијук
- Festuca airoides
- Festuca amethystina
- Festuca bosniaca - босански вијук
- Festuca dalmatica – далматинска власуља
- Festuca pseudodalmatica
- Festuca drymeja – шумски вијук
- Festuca duriuscula – зечји брк
- Festuca halleri
- Festuca heterophylla – разнолики вијук
- Festuca koritnicensis
- Festuca nigrescens – власеника
- Festuca ovina – овчи вијук
- Festuca panciciana – панчићев вијук
- Festuca paniculata – макаљ
- Festuca pseudovina – танка власуља
- Festuca quadriflora
- Festuca rubra – црвени вијук
- Festuca rupicola – степска власуља
- Festuca stricta
- Festuca vaginata – власуља јањчарица
- Festuca valesiaca – вијук ситни
- Festuca varia – променљива власуља
- Festuca violacea
- Festuca wagneri
- Festuca xanthina

### Врсте пребачене у родSchedonorus
- Festuca arundinacea – барски вијук
- Festuca gigantea – висока власуља
- Festuca pratensis – ливадски вијук, сламица